# Onderwijssociologie
Onderwijssociologie is een subdiscipline van de sociologie die zich buigt over de relatie tussen het sociale enerzijds en het instituut onderwijs anderzijds. Deze relatie wordt in beide richtingen onderzocht. Allereerst hoe het onderwijs bijdraagt tot de sociale orde en mensen opvoedt tot (volwaardige) burgers en afstemt op de arbeidsmarkt. Anderzijds staat ook de invloed van het sociale in het onderwijs centraal, namelijk in welke mate de sociale achtergrond de onderwijsuitkomst bepaalt. Net als andere disciplines binnen de sociologie doet ze dit om advies te kunnen geven voor het politiek beleid.
Vandaag de dag is er een sterke focus op de nauwe band tussen het onderwijs en de arbeidsmarkt. In die zin bestaan er raakvlakken met de arbeidseconomie en arbeidssociologie. Hiernaast zijn er ook een andere reeks auteurs, die het onderwijs eerder vanuit conflictsociologische hoek onderzoeken. Het onderwijs wordt gezien als het instituut dat een bepaalde vorm van sociale reproductie bevordert, zo machtsongelijkheden in stand houdt en zelf kan instaan voor het bestendigen van een culturele hegemonie. Voorbeelden van auteurs zijn Pierre Bourdieu, James Samuel Coleman, Axel Honneth, Ivan Illich, Alain Touraine en Thomas Ziehe.

## Functie van het onderwijs
Doorheen de geschiedenis van het Europese onderwijs hebben zich enkele verschuivingen doorgevoerd. Vroeger was de voornaamste functie van het onderwijs de opvoeding van de mensen tot volwaardige burgers. Het ging dus vooral om het bijbrengen van de juiste ideeën, normen en burgerzin. De focus lag in de eerste plaats op de zelfontwikkeling. In het oude Griekenland wordt dit nog vooral door privéleraren, zoals sofisten, verzorgd. Militaire opleidingen vormde hiervoor een uitzondering. De opvatting dat het vooral om de psychische en culturele ontwikkeling draaide werkte ook nog door bij het ideaal van de Bildung. Beroepen werden eerder aangeleerd via leercontracten binnen gildes. Het zal pas vanaf de 20e eeuw zijn dat het onderwijs een cruciale rol begint te spelen voor de maatschappelijke positie en de latere loopbaan. Onderwijs ging vanaf dat moment sterk samenhangen met het verloop van de arbeidsmarkt. Ook de hele problematiek rond sociale gelijkheid kwam pas in de 20e eeuw naar voren.
Breder kan men het onderscheid maken tussen vier (sociale) functies van het onderwijs:
1. Arbeidsallocatiefunctie: het onderwijs moet de nodige vaardigheden, kennis en productiviteit bijbrengen aan de mensen die vereist zijn voor de arbeidsmarkt. Het moet dus optimaal inspelen om de noden van die markt en de juiste arbeiders met de juiste vaardigheden afleveren.
2. Efficiëntiefunctie: het onderwijs staat ook in voor de optimalisatie van eenieders eigen talenten. Het moet met andere woorden op een adequate manier de talenten van het individu herkennen en vervolgens stimuleren door het gepaste onderwijsprogramma voor te stellen.
3. Gelijkekansenfunctie: ook heeft het onderwijs de taak om sociale ongelijkheid die in de primaire socialisatie tot stand komt, weer ongedaan te maken. Het moet ervoor zorgen dat ieder kind met gelijke kansen een opleiding kan volgen en zo zijn capaciteiten adequaat kan ontwikkelen.
4. Actieveparticipatiefunctie: ten laatste staat het onderwijs ook in voor het bevorderen van de sociale cohesie en het bijbrengen van burgerzin. Het staat met andere woorden in voor het aanleren van de juiste normen en waarden aan de individuen opdat de maatschappij zo adequaat mogelijk kan functioneren.

Tussen deze verschillende functies van het onderwijs kunnen eventuele conflicten ontstaan. Zo moet het onderwijs een afweging maken tussen enerzijds beroepsspecialisatie (om in te spelen op de arbeidsmarkt) en anderzijds een comprehensief onderwijssysteem waarin studenten pas op late leeftijd kunnen kiezen voor een specialisatie, om zo de gelijke kansen te bevorderen. Het is immers zo dat als men vroeg specialiseert, dit kan resulteren in een concentratie van bepaalde sociale klassen in bepaalde opleidingen. Ook tussen de efficiëntie- en de allocatiefunctie kan een conflict ontstaan, voornamelijk rond de vraag of men studenten volledig vrij moet laten kiezen wat ze willen studeren of hun keuzes toch moeten worden gekanaliseerd om op de noden van de arbeidsmarkt (bijvoorbeeld knelpuntberoepen) in te spelen.

### Meritocratie en credentialisme
Een cruciale functie van het onderwijs is dat het de (toekomstige) sociale posities in de samenleving sterk bepaalt en structureert. In de hedendaagse maatschappij wordt de sociale positie immers niet bepaald door afkomst of rijkdom (ascription), maar in functie van verdienste (achievement). Althans dit is de visie van het meritocratisch model. Het model stelt dat onderwijs bepaalde vaardigheden bijbrengt die sterk gewaardeerd worden in de samenleving en op de arbeidsmarkt en zo dus bijdragen aan bijvoorbeeld het inkomen van de afgestudeerden. Mensen met hogere diploma's verdienen dus meer doordat ze in het onderwijs de nodige vaardigheden hebben bijgeleerd. Deze vaardigheden worden vervolgens op de arbeidsmarkt beloond.
Hiertegenover staan een hele reeks andere theorieën, soms samengevat onder het credentialistisch model. Volgens dit model krijgen hogeropgeleiden niet de betere posities omdat ze betere vaardigheden of meer kennis bezitten, maar (louter) op basis van de diploma's (credentials). In haar meest radicale vorm stelt dit model dat onderwijs helemaal niet de vereiste vaardigheden bijbrengt en dat diploma's zelfs losstaan van de nodige kennis voor bepaalde jobs. Onderwijs heeft hier enkel de functie van sociale reproductie: binnen het onderwijs wordt een sociale selectie doorgevoerd die de kinderen van bepaalde klassen bevoordeeld en zo de meest gunstige posities voor hen veiligstelt. Een voorbeeld van zo'n theorie vindt men bij Pierre Bourdieu en Jean-Claude Passeron, in hun boek La reproduction (1970). Volgens hen is het onderwijs zelf een product van de heersende klasse (zij bepalen de structuur, het cultureel kapitaal dat gewaardeerd wordt) waardoor vooral wat voor hen belangrijk is dominant kan zijn binnen het onderwijs. Omdat hun kinderen veel van deze vereiste kennis al meekrijgen in hun primaire socialisatie (ze hebben al de juiste 'habitus') hebben deze kinderen een voorsprong op de kinderen van de andere klassen, en zo worden hun de hogere posities verzekerd. 
Andere voorbeelden van auteurs die in deze traditie denken zijn Ivar Berg en Randall Collins. Zij spreken over fenomenen zoals diploma-inflatie en het sheepskin effect. Met diploma-inflatie wordt bedoeld dat werkgevers tegenwoordig steeds hogere eisen stellen aan de werknemers, en dus meer diploma's vragen voor dezelfde jobs. Het sheepskin effect verwijst dan weer naar het fenomeen dat er een grote kloof bestaat tussen de opbrengsten van (bijvoorbeeld) vier jaar studeren met een diploma en vier jaar studeren zonder diploma op de arbeidsmarkt. Beide fenomenen tonen volgens de auteurs aan dat het op de arbeidsmarkt niet gaat om beloning op basis van verdiensten, maar wel op basis van tekens (die eventueel geen adequate afspiegeling zijn van echte vaardigheden).

### Signaaltheorie
Tussen deze twee theorieën bestaat ook nog een derde reeks theorieën, die elementen van het meritocratisch en credentialistisch model wil combineren. Auteurs als Kenneth J. Arrow, Michael Spence en Lester C. Thurow stellen dat onderwijs inderdaad niet rechtstreeks instaat voor vaardigheden, en dus dat werkgevers er ook niet op belonen, maar dat deze behaalde diploma's een zekere signaal of sorteerwaarde hebben waarop werkgevers hun werving kunnen baseren. Volgens Spence draait het voornamelijk om signalen voor aanwezigheid van productiviteit; voor Arrow draait het meer om signalen voor verdere opleidingskosten; terwijl Thurow dan weer de aandacht vestigt op diploma's als strijdmiddelen in een dubbele wachtrij, zowel die voor de beschikbare jobs, als tegenover de andere sollicitanten.

## Onderwijs en arbeidsmarkt
Een centrale vraag binnen de hedendaagse onderwijssociologie is in hoeverre het onderwijs en de arbeidsmarkt op elkaar zijn afgesteld. Een kwestie daarbij is de reeds behandelde vraag op welke wijze diploma's een rol spelen in het bepalen van de job. Het gaat echter ook om andere bijkomende vragen zoals of onderwijs beloond wordt als een absoluut goed of een positioneel goed, en in welke mate men kan spreken van een horizontale en verticale mismatch tussen het genoten onderwijs en de uitgeoefende job.

### Onderwijs als absoluut of positioneel goed
Mensen lijken de inspanningen die het onderwijs vereisen te willen doorstaan in de overtuiging dat genoten onderwijs ook loont op de arbeidsmarkt: een beter diploma leidt tot een betere job en een hoger loon. Verscheidene onderwijssociologen hebben zich toegelegd op de vraag in welke mate onderwijs inderdaad bijdraagt tot een hoger loon. Een vraag daarbinnen is of onderwijs als een absoluut goed of een positioneel goed begrepen moet worden. Met absoluut goed wordt hier bedoeld dat onderwijs in absolute termen bijdraagt tot een hoger inkomen: hoe meer jaren men studeert, hoe meer men verdient. Met onderwijs als positioneel goed echter wordt gesteld dat onderwijs slechts relatief loont: meer onderwijs loont pas als men meer onderwijs heeft relatief ten opzichte van de andere deelnemers aan het onderwijs en de arbeidsmarkt. 
Onderzoek lijkt aan te tonen dat door de toenemende onderwijsexpansie onderwijs zelf, tenminste in Vlaanderen, steeds meer een positioneel goed wordt.

### Horizontale en verticale mismatch
Een ander vraagstuk binnen de relatie tussen onderwijs en arbeidsmarkt is of afgestudeerden wel uiteindelijk de job zullen bekleden waarvoor ze gestudeerd hebben. Er kan in dit geval sprake zijn van een horizontale en verticale mismatch. Met verticale mismatch of overscholing (of onderscholing) wordt bedoeld dat de afgestudeerde een baan heeft die zich op een lager (of hoger) niveau situeert dan degene waarvoor hij gestudeerd heeft. Zo kan een filosofiestudent genoodzaakt zijn een slechtbetaalde job aan te nemen omdat hij er geen vindt die aansluit bij zijn diplomaniveau. Horizontale mismatch verwijst dan weer naar een inhoudelijke kloof tussen studie en baan. De baan ligt dan niet zozeer veraf qua loon van de studie, maar qua sector. Zo kan een student geschiedenis bijvoorbeeld uiteindelijk in het bedrijfsleven terechtkomen.
Het mismatchprobleem heeft ook een methodologische moeilijkheid: hoe bepaalt men of er sprake is van mismatch of niet? Er zijn hiervoor verschillende methoden. Een eerste is de subjectieve methode: men vraagt het aan de betrokkenen in kwestie of zij al dan niet ervan overtuigd zijn dat er een kloof tussen hun job en hun studie is. Een andere methode staat bekend als de objectieve methode. Hiervan zijn er verschillende varianten. Een ervan is een beroep te doen op jobanalisten die een lijst van scholingsvereisten per job vaststellen. Een tweede methode doet beroep op de statistiek: men vergelijkt de positie van de te onderzoeken persoon met de gemiddeld scholingsniveau van iemand met die job. Het gebruiken van een verschillende methode leidt vaak tot verschillende resultaten, maar de cijfers komen meestal uit rond 20 of 30%.

### Levenslang leren en verdere opleidingen
Onderwijssociologen zijn zich de laatste decennia ook gaan toeleggen op de rol van verdere opleidingen en studies, zoals volwassenenonderwijs of volwasseneneducatie. Ook de rol van cursussen en informeel leren op het werk wordt onderzocht. Al deze bijkomende vormen van onderwijs blijken een positief effect te hebben op de positie op de arbeidsmarkt, hoewel het niet de oorspronkelijke achterstand kan goedmaken. Ook lijkt het nut van verdere opleidingen en informeel leren groter bij academisch afgestudeerden dan bij beroepsgerichte richtingen.

## Onderwijs en ongelijkheid
Zoals reeds gesteld werd, is een van de voornaamste taken van het onderwijs om bestaande ongelijkheden op basis van geslacht, etniciteit, leeftijd of sociale herkomst weg te werken. Doorheen de 20e eeuw ziet men inderdaad dat er zich een onderwijsexpansie voltrekt. De vraag die onderwijssociologen echter bezighoudt is in hoeverre deze onderwijsexpansie ook een onderwijsdemocratisering is. Met onderwijsexpansie wordt de uitbreiding van de hoeveelheid onderwijs, die door de bevolking wordt gevolgd, bedoeld. Tegenwoordig volgen (in het Westen) ongeveer alle kinderen primair en secundair onderwijs, terwijl dat vroeger niet het geval was. Onderwijsdemocratisering verwijst dan weer naar de mate waarin onderwijs voor alle sociale groepen even toegankelijk is. Dit gegeven is veel problematischer. Grotendeels wordt de ongelijkheid doorgeschoven naar hogere vormen van onderwijs: alle sociale groepen volgen wel primair en secundair onderwijs, maar het zijn voornamelijk de hogere klassen die ook hoger onderwijs afmaken. Ook binnen het hoger onderwijs spelen nog ongelijkheden in de studiekeuze (bijvoorbeeld de keuze voor rechten tegenover de keuze voor politieke wetenschappen).
Eerder werd het werk van Pierre Bourdieu en Jean-Claude Passeron vermeld waaruit nog een probleem naar voren komt. Hoewel onderwijs pretendeert ongelijkheden weg te werken, reproduceert het volgens deze auteurs juist deze ongelijkheid. Dit komt voornamelijk doordat onderwijs vooral vormgegeven wordt door de hogere klassen met beter onderwijs en daarnaast het gegeven dat de rol van ouders cruciaal is in het onderwijs.
Als kinderen niet actief gesteund worden door ouders in hun studie en bij het maken van hun huiswerk, zal er een achterstand tot stand komen ten opzichte van de andere studenten. Het is echter een feit dat het voornamelijk gezinnen uit de lagere klassen zijn die hier door getroffen worden: ouders uit deze klassen zijn minder in staat en bereid om hun kinderen actief te helpen met hun onderwijs. Er speelt met andere woorden een verschil qua cultureel kapitaal en sociaal kapitaal door. Gezinnen uit lagere klassen bezitten zelf minder kennis en cultuur om aan de kinderen door te geven en hebben daarnaast ook minder sociale connecties die kunnen instaan om de kinderen een goede loopbaan te verzekeren.
Een derde probleem dat onderzocht is, is de mate waarin door de onderwijsexpansie een nieuwe vorm van ongelijkheid ontstaat, ditmaal tussen de laag- en hoogopgeleiden.  De socioloog Mark Bovens spreekt bijvoorbeeld van een overgang van een representatieve democratie naar een "diplomademocratie".

## Andere onderwerpen
Binnen de onderwijssociologie is de meest onderzochte parameter voor het effect van onderwijs het inkomen. De focus ligt dus vaak op de relatie tussen het onderwijs en de arbeidsmarkt. Er bestaat echter ook een reeks andere studies die de relatie tussen onderwijs en andere levensdomeinen wil onderzoeken.
Allereerst moet echter gesteld worden dat ook de relatie tussen onderwijs en arbeidsmarkt en inkomen breder is dan enkel invloed op het loon. Hoger opgeleiden hebben ook minder kans op (langdurige) werkloosheid en zullen bijvoorbeeld hun eigen financiën beter beheren. Het consumptiegedrag van hogeropgeleiden is meer bewust en ze tonen blijk van een grotere (relatieve) spaarzaamheid. Ook de jobtevredenheid gaat omhoog naarmate het onderwijsniveau stijgt.
Er bestaan echter ook nog een hele reeks andere onderzochte gevolgen van meer onderwijs. Zo nemen hogeropgeleiden meer deel aan voortgezette opleidingen. Ook bestaat er een duidelijk verband met een betere gezondheid, zowel objectief als subjectief. Hogeropgeleiden hebben een langere levensduur en hogere levensverwachting, maar beschrijven zichzelf ook vaker als gezond. Dit verschilt wel voor de psychische gezondheid die voor hogeropgeleiden niet hoger of zelfs lager is.
Een andere reeks gevolgen zijn te situeren op gebied van sociale en politieke participatie. Mensen met meer onderwijs achter de kiezen hebben ook grotere sociale netwerken, nemen vaker deel aan het verenigingsleven en volgen de politiek meer. Er bestaan op dit vlak echter naast onderwijs ook nog andere sterk bepalende factoren zoals etniciteit.
Ten slotte is er ook nog de invloed op het privéleven van de persoon in kwestie. De opleiding beïnvloedt in sterke mate uit welke sociale categorieën de partner komt en op welke leeftijd men trouwt en aan kinderen begint. Een centraal fenomeen in dit verband is de onderwijshomogamie: mensen trouwen vaak met een partner met hetzelfde scholingsniveau. De relatie tussen onderwijs en huwelijkstevredenheid of scheidingsgedrag is niet eenduidig. Er is wel een verband tussen onderwijshomogamie en scheidingsgedrag: men heeft minder kans te scheiden als men getrouwd is met iemand met hetzelfde onderwijsniveau.
Met deze verbanden zijn er echter ook methodologische problemen gekoppeld. Zo kan men vaak de richting van het oorzakelijk verband in vraag stellen. Misschien is het zo dat bewustere, gezondere mensen simpelweg meer onderwijs zullen volgen, eerder dan omgekeerd. In die zin zijn een betere gezondheid en hogere sociale participatie niet het gevolg van meer onderwijs, maar de oorzaak.
Hiernaast bestaan nog tal van andere studie-onderwerpen, zoals de vorm en mate waarin racisme terugkomt in het onderwijs.